# Championnat d'Afrique du Sud de football 2007-2008
Navigation
Saison précédente Saison suivante
La saison 2007-2008 du Championnat d'Afrique du Sud de football est la douzième édition du championnat de première division en Afrique du Sud. Les seize meilleurs clubs du pays sont regroupés au sein d'une poule unique, où ils s'affrontent deux fois au cours de la saison, à domicile et à l'extérieur. À l'issue du championnat, le dernier du classement est relégué tandis que l'avant-dernier dispute un barrage de promotion-relégation face aux meilleures équipes de National First Division, la deuxième division sud-africaine.
C'est le club de Supersport United qui remporte le championnat cette saison, après avoir terminé en tête du classement final, avec deux points d'avance sur l'Ajax Cape Town Orlando Pirates et cinq points d'avance sur Engen Santos. C'est le tout premier titre de champion d'Afrique du Sud de l'histoire du club.

## Les 16 clubs participants
| - Ajax Cape Town - AmaZulu FC - Bidvest Wits - Bloemfontein Celtic - Free State Stars - Promu de National First Division - Golden Arrows - Jomo Cosmos - Kaizer Chiefs | - Mamelodi Sundowns - Thanda Royal Zulu - Moroka Swallows - Orlando Pirates - Platinum Stars - Engen Santos - Supersport United - Black Leopards |

## Compétition

### Classement
Le barème utilisé pour établir le classement est le suivant :
- Victoire : 3 points
- Match nul : 1 point
- Défaite : 0 point

| Rang | Équipe                | Pts | J  | G  | N  | P  | Bp | Bc | Diff |
| ---- | --------------------- | --- | -- | -- | -- | -- | -- | -- | ---- |
| 1    | Supersport United     | 54  | 30 | 16 | 6  | 8  | 40 | 26 | +14  |
| 2    | Ajax Cape Town        | 52  | 30 | 14 | 10 | 6  | 44 | 27 | +17  |
| 3    | Engen Santos          | 49  | 30 | 12 | 13 | 5  | 36 | 29 | +7   |
| 4    | Mamelodi Sundowns T C | 47  | 30 | 13 | 8  | 9  | 40 | 35 | +5   |
| 5    | Free State Stars P    | 45  | 30 | 12 | 9  | 9  | 43 | 40 | +3   |
| 6    | Kaizer Chiefs         | 43  | 30 | 10 | 13 | 7  | 32 | 20 | +12  |
| 7    | Moroka Swallows       | 43  | 30 | 12 | 7  | 11 | 41 | 41 | 0    |
| 8    | Orlando Pirates       | 42  | 30 | 12 | 6  | 12 | 38 | 30 | +8   |
| 9    | Golden Arrows         | 41  | 30 | 10 | 11 | 9  | 34 | 32 | +2   |
| 10   | Platinum Stars        | 40  | 30 | 10 | 10 | 10 | 28 | 32 | -4   |
| 11   | Bloemfontein Celtic   | 39  | 30 | 11 | 6  | 13 | 30 | 35 | -5   |
| 12   | Bidvest Wits          | 38  | 30 | 10 | 8  | 12 | 28 | 35 | -7   |
| 13   | AmaZulu FC            | 34  | 30 | 9  | 7  | 14 | 27 | 36 | -9   |
| 14   | Thanda Royal Zulu     | 31  | 30 | 8  | 7  | 15 | 31 | 44 | -13  |
| 15   | Black Leopards        | 29  | 30 | 8  | 5  | 17 | 27 | 42 | -15  |
| 16   | Jomo Cosmos           | 22  | 30 | 2  | 16 | 12 | 13 | 28 | -15  |

|  | Qualification pour la Ligue des champions 2009                                                     |
|  | Qualification pour la Coupe de la CAF 2009                                                         |
|  | Participation au barrage de promotion-relégation                                                   |
|  | Relégation directe en National First Division                                                      |
|  | T Tenant du titre C : Vainqueur de la Coupe de Afrique du Sud P : Promu de National First Division |

## Matchs

### Barrage de promotion-relégation
Le 15e de Premier Soccer League affronte en barrage de promotion-relégation trois équipes de deuxième division : le perdant du match opposant les deux vainqueurs de groupe (Inland Stream et Coastal Stream) et les deux deuxièmes de chaque groupe.
|  | Demi-finales                              | Demi-finales | Demi-finales |                      |   | Finale | Finale | Finale |  |
|  |                                           |              |              |                      |   |        |        |        |  |
|  | 2 et 6 juillet 2008                       |              |              |                      |   |        |        |        |  |
|  |                                           |              |              |                      |   |        |        |        |  |
|  | FC Aziz Kara (Perdant de la finale de D2) | 0            | 2            |                      |   |        |        |        |  |
|  | FC Aziz Kara (Perdant de la finale de D2) | 0            | 2            | 9 et 13 juillet 2008 |   |        |        |        |  |
|  | Dynamos FC (2e de Inland Stream)          | 0            | 1            |                      |   |        |        |        |  |
|  | Dynamos FC (2e de Inland Stream)          | 0            | 1            | FC Aziz Kara         | 0 | 1      |        |        |  |
|  | 2 et 6 juillet 2008                       |              |              | FC Aziz Kara         | 0 | 1      |        |        |  |
|  |                                           | Bay United   | 0            | 2                    |   |        |        |        |  |
|  | Bay United (2e de Coastal Stream)         | Bay United   | 0            | 2                    | 1 | 1      |        |        |  |
|  | Bay United (2e de Coastal Stream)         |              |              |                      | 1 | 1      |        |        |  |
|  | Black Leopards (15e de PSL)               | 0            | 1            |                      |   |        |        |        |  |

## Bilan de la saison
| Championnat d'Afrique du Sud de football 2007-2008 |                               |
| Champion                                           | Supersport United (1er titre) |
| Coupes et trophées                                 |                               |
| Vainqueur de la Coupe d'Afrique du Sud 2007-2008   | Mamelodi Sundowns             |
| Qualifications continentales                       |                               |
| Ligue des champions 2009                           | Supersport United             |
| Ligue des champions 2009                           | Ajax Cape Town                |
| Coupe de la CAF 2009                               | Engen Santos                  |
| Coupe de la CAF 2009                               | Mamelodi Sundowns             |
| Promotions et relégations                          |                               |
| Promus en Premier Soccer League                    | Maritzburg United             |
| Promus en Premier Soccer League                    | Bay United                    |
| Relégués en National First Division                | Black Leopards                |
| Relégués en National First Division                | Jomo Cosmos                   |